# Вестминстерский мост
Вестминстерский мост (англ. Westminster Bridge) — арочный мост через Темзу в Лондоне, соединяющий Вестминстер и Ламбет.
Мост выкрашен преимущественно в зеленый цвет, в тот же цвет, что и кожаные сиденья в Палате общин, которая находится со стороны Вестминстерского дворца, ближайшей к мосту, но естественного оттенка, похожего на зеленку. Это контрастирует с Ламбетским мостом, который выкрашен в красный цвет, также как и места в Палате лордов, и находится на противоположной стороне от палат парламента.
В 2005-2007 годах он подвергся полной реконструкции, включая замену железных панелей и перекраску всего моста. Он соединяет Вестминстерский дворец на западном берегу реки с Каунти-холлом и Лондонским глазом на востоке и был финишной точкой в первые годы Лондонского марафона.
Следующим мостом ниже по течению являются мосты Хангерфорд Бридж и Голден Джубили Бриджес, а выше по течению ― Ламбетский мост. Вестминстерский мост был отнесен к сооружениям второго класса* в 1981 году.

## История
На протяжении более 600 лет (по крайней мере, 1129-1729) ближайший к Лондонскому мосту мост через Темзу находился в Кингстоне-апон-Темс. Со времен поздних Тюдоров заторы в часы работы торговых точек на Лондонском мосту (для дорожных товаров и экипажей из Кента, Эссекса, большей части Суррея, Миддлсекса и за его пределами) часто превышали час. Мост в Вестминстере был предложен в 1664 году, но против него выступили Лондонская корпорация и водники. Дальнейшая оппозиция возобладала в 1722 году. Однако промежуточный мост (хотя и деревянный) был построен в Патни в 1729 году, и схема получила одобрение парламента в 1736 году. Вестминстерский мост был построен на средства частного капитала, лотерей и грантов в 1739-1750 годах под руководством швейцарского инженера Шарля Лабелье. Он был открыт 18 ноября 1750 года.
Лондонский сити отреагировал на Вестминстерский мост и рост населения, снеся здания на Лондонском мосту и расширив его в 1760-63 годах. Вместе с мостом Патни мост проложил путь для четырех других в течение трех десятилетий: Блэкфрайарс (1769, построен городом), Кью (1759), Баттерси (1773) и Ричмонд (1777), к этому времени дороги и транспортные средства были улучшены, а количество обычных грузов, перевозимых водным транспортом, сократилось.
Мост помогал расширяющемуся Вест-Энду соединяться с развивающимся Южным Лондоном, а также доставлять товары и перевозки из более приустьевых графств и портов Восточного Суссекса и Кентиша. Без моста движению в большой Вест-Энд и обратно пришлось бы преодолевать улицы, часто такие же перегруженные, как Лондонский мост, главным образом Стрэнд/Флит-стрит и Нью-Оксфорд-стрит/Холборн. Также были построены и улучшены дороги по обе стороны реки, включая Чаринг-Кросс-роуд и вокруг Elephant & Castle в Саутуорке.
К середине 19 века мост сильно просел, а его обслуживание было дорогостоящим. Нынешний мост был спроектирован Томасом Пейджем и открыт 24 мая 1862 года. При длине 820 футов (250 м) и ширине 85 футов (26 м) это семиарочный чугунный мост с готическими деталями от Чарльз Барри (архитектор Вестминстерского дворца). По мосту проходила трамвайная линия на протяжении большей части первой половины двадцатого века, с 1906 по 1952 год. 5 июля того же года последний трамвай совершил торжественный проезд по мосту. С момента демонтажа Нью-Лондонского моста Ренни в 1967 году это самое старое дорожное сооружение, пересекающее Темзу в центре Лондона.
22 марта 2017 года на мосту начался террористический акт и продолжился на Бридж-стрит и Олд-Палас-ярд. В результате инцидента погибли пять человек – три пешехода, один сотрудник полиции и нападавший. Коллега офицера (который находился неподалеку) был вооружен и застрелил нападавшего. Более 50 человек получили ранения. Столичная полиция провела расследование нападения.

## Галерея

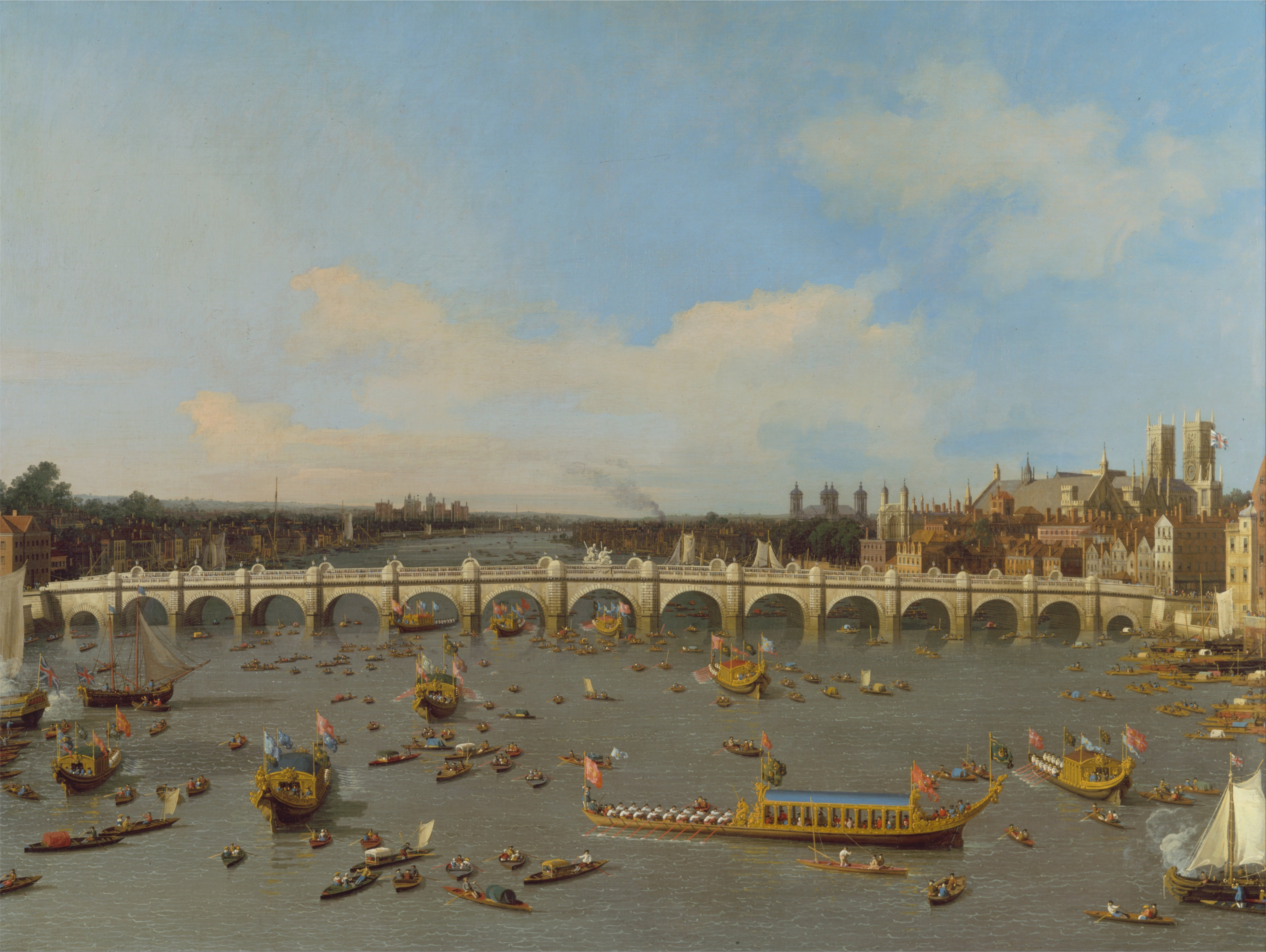
Первый Вестминстерский мост, нарисованный Каналетто, 1747 год. Йельский центр британского искусства, Нью-Хейвен.
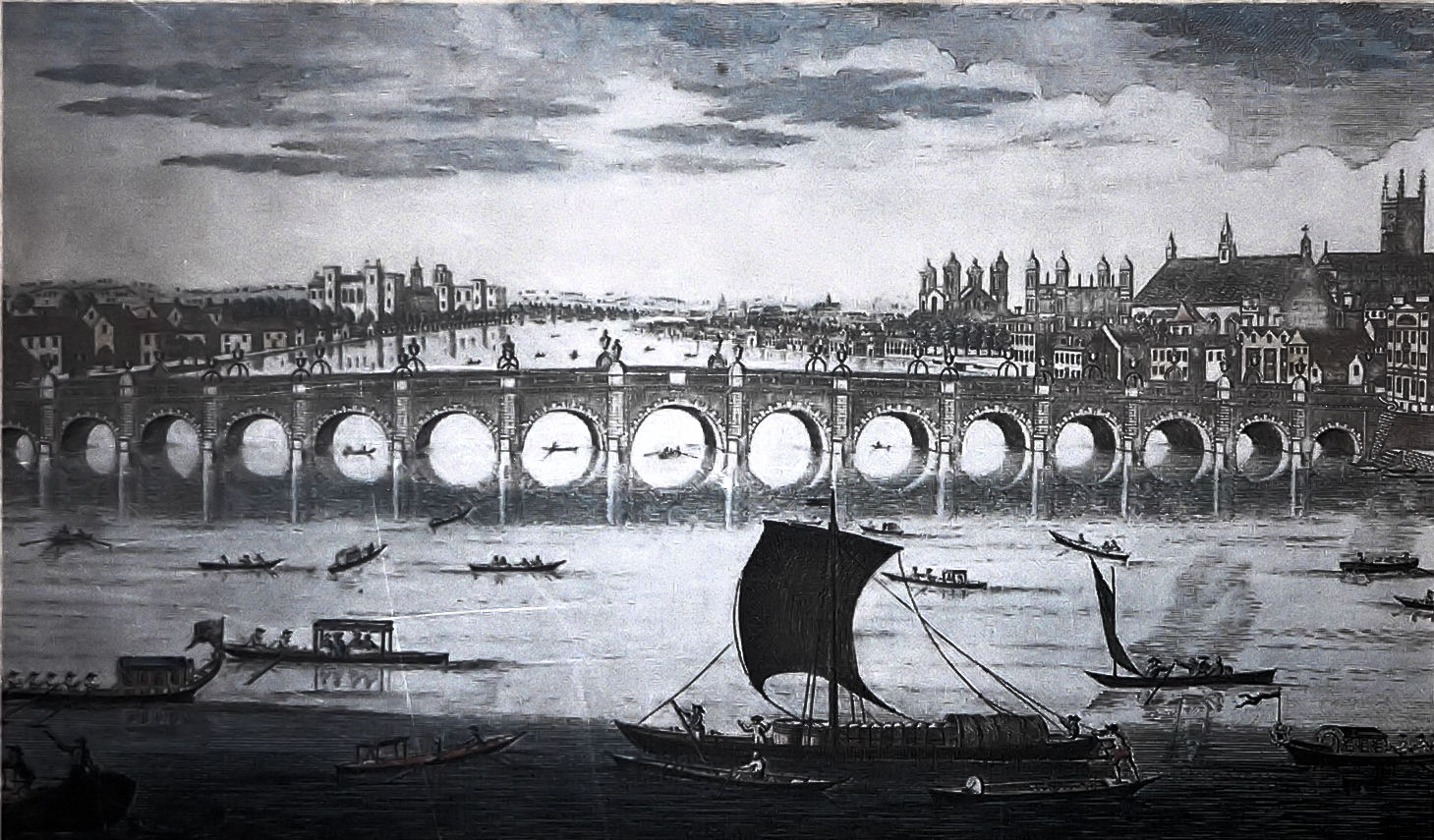
Вестминстерский мост, около 1750 года. Владельцам моста пришлось выплатить компенсацию владельцам более ранней "Лошадиной фермы" и местным водникам
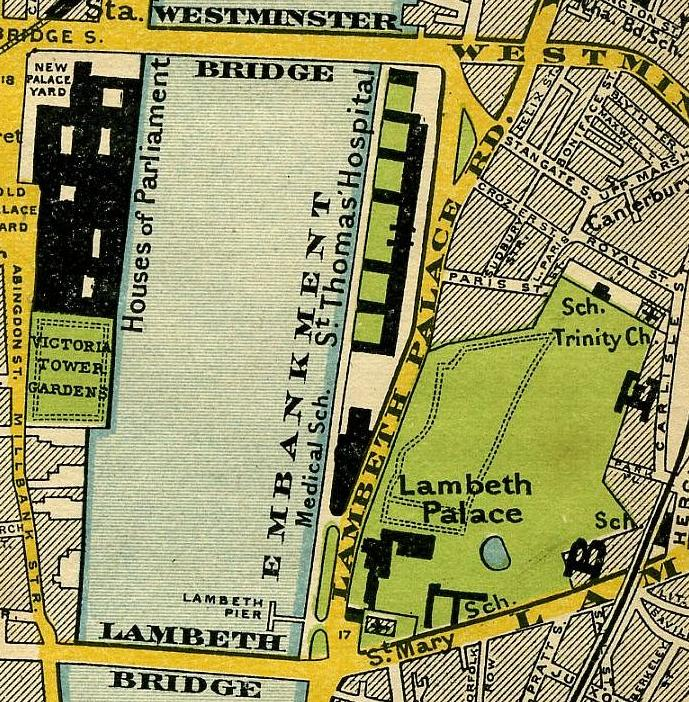
Карта 1897 года, на которой изображены Ламбетский дворец, Ламбетский мост, здания парламента и Вестминстерский мост
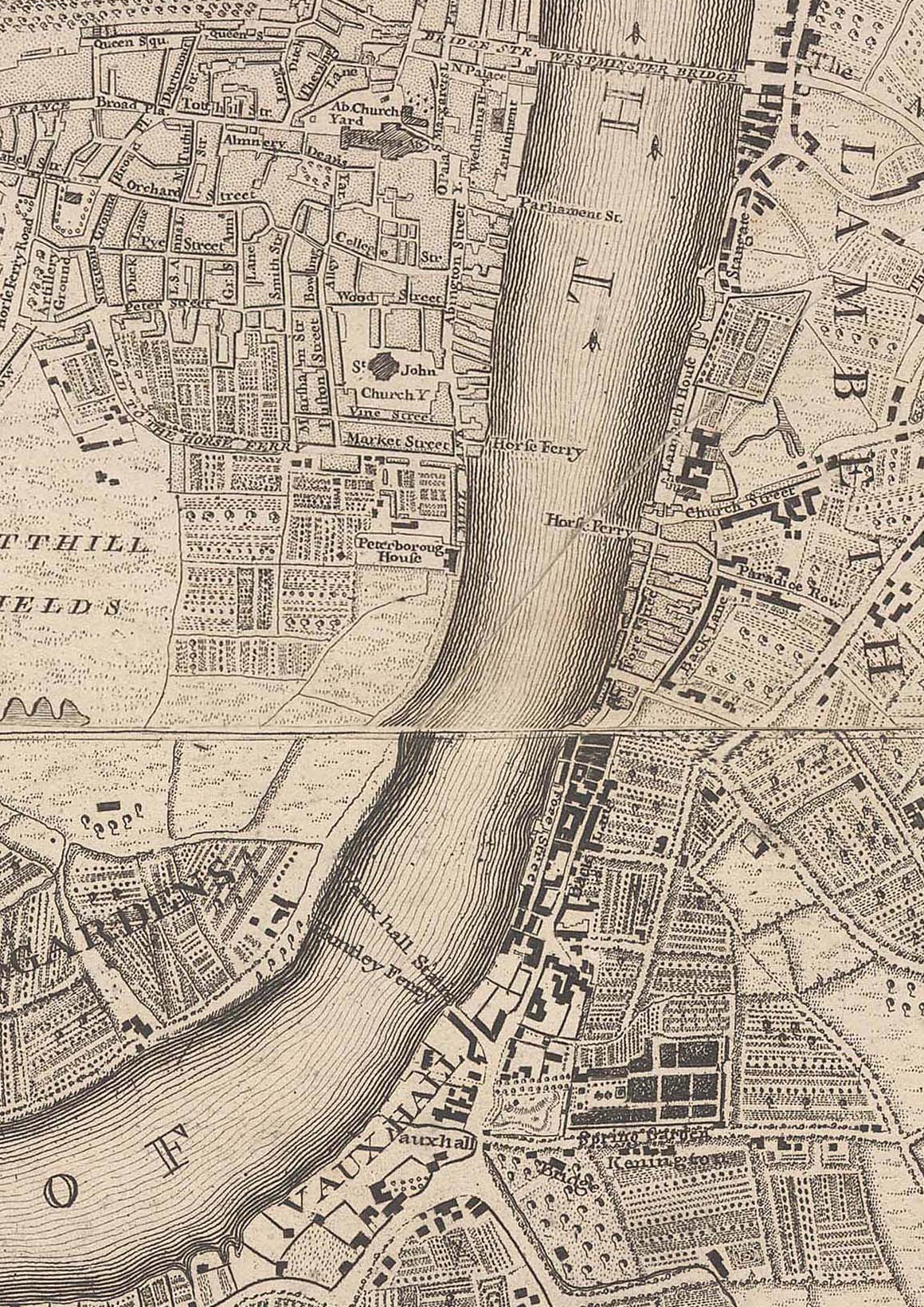
Вестминстер и Ламбет, 1746 год. Вестминстерский мост, открытый в 1740 году, соединяет Вестминстер с Ламбетом; Паром Хантли пересекает реку на месте будущего Воксхоллского моста
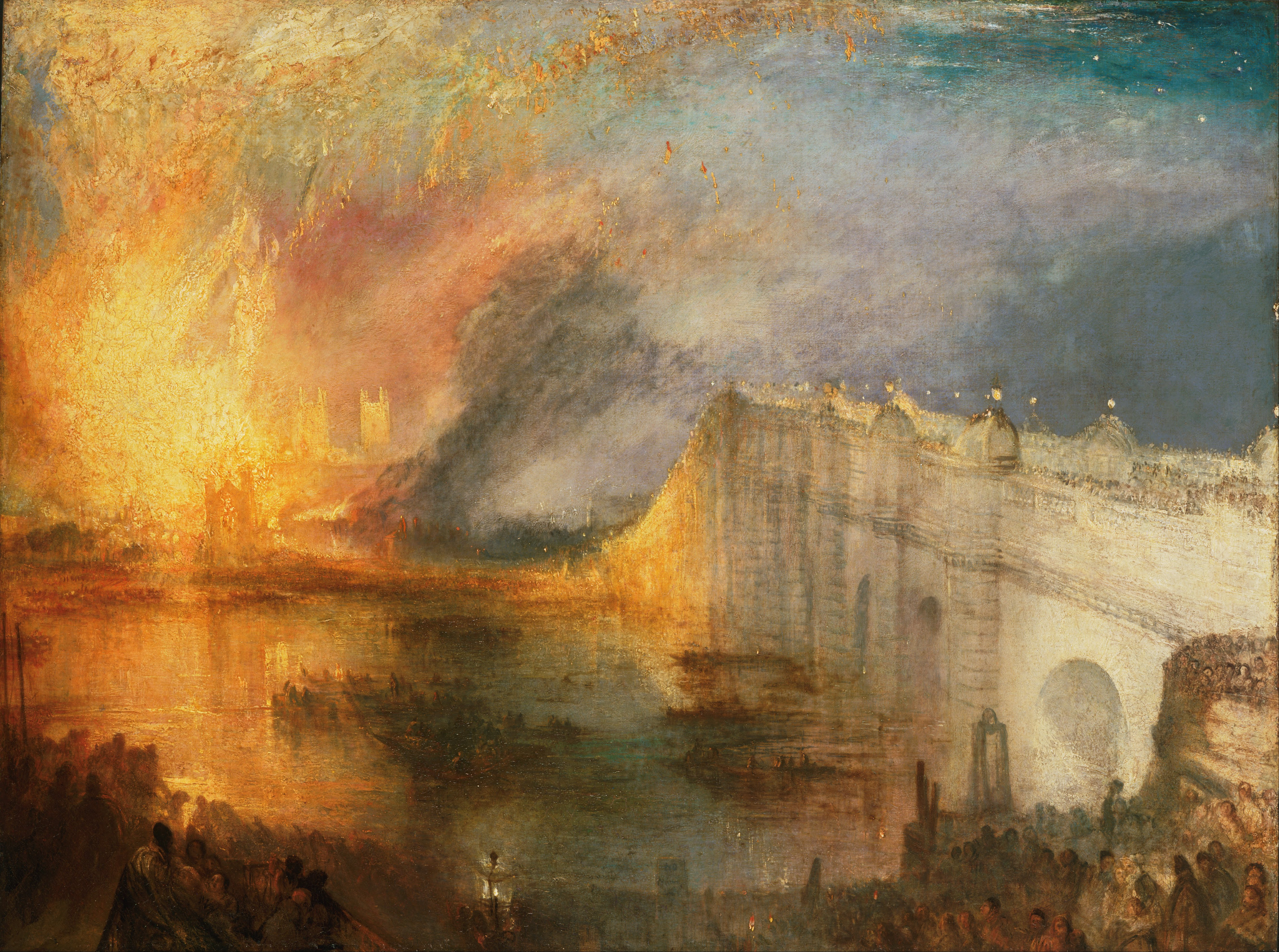
"Сожжение палат лордов и общин" Дж. М. У. Тернера, 1835 год, справа Вестминстерский мост
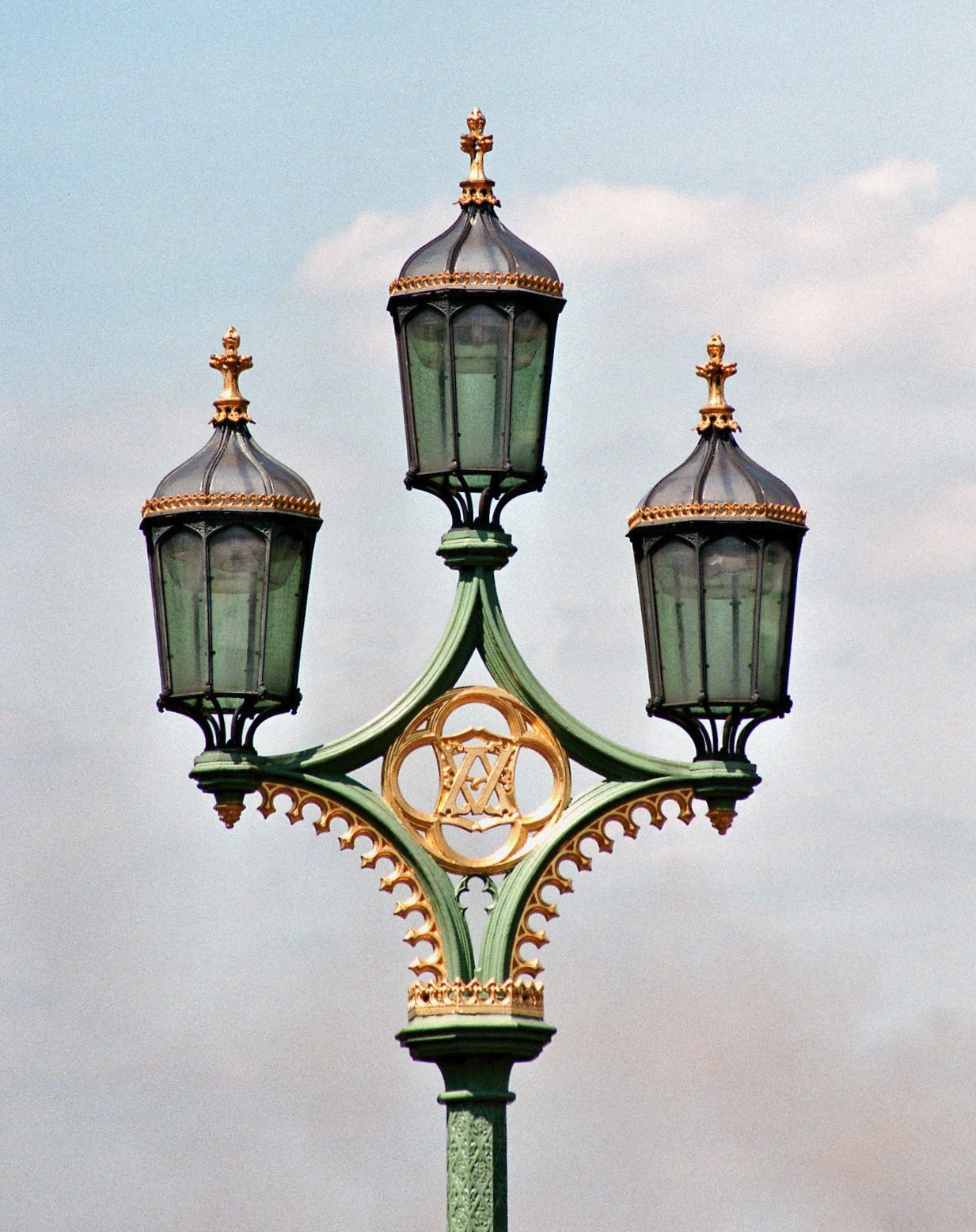
Уличные фонари на мосту
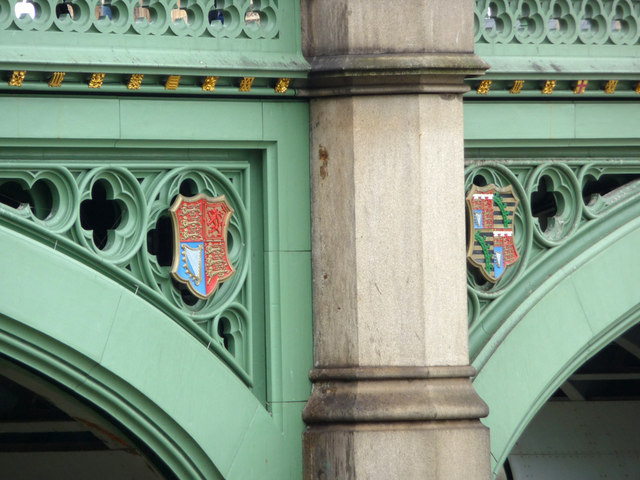
Гербы королевы Виктории и принца-консорта Альберта на мосту
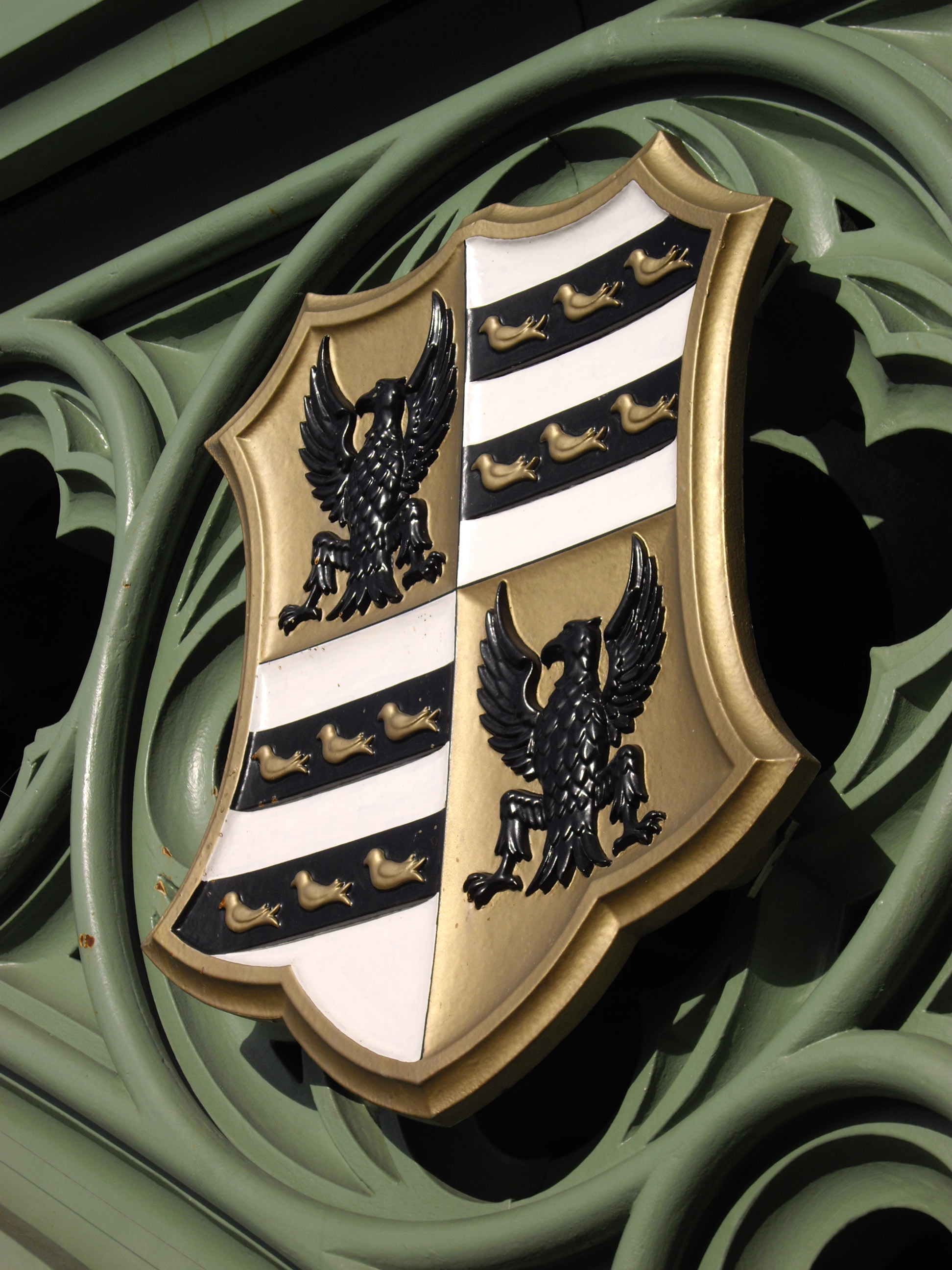
Герб Генри Джона Темпла, 3-го виконта Пальмерстона на мосту. Пальмерстон был премьер-министром, когда был открыт нынешний мост.
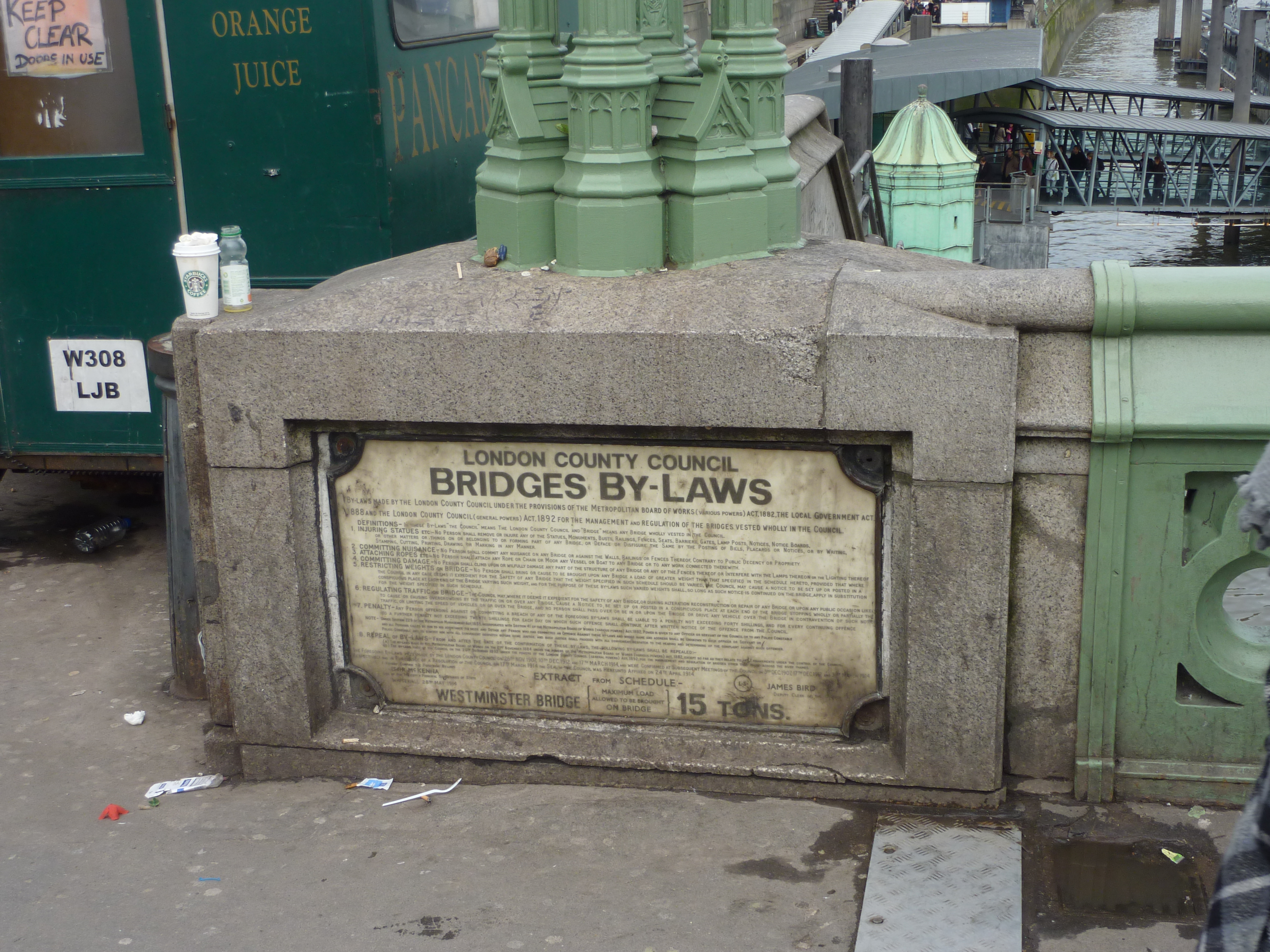
Уведомление о подзаконных актах Вестминстерского моста
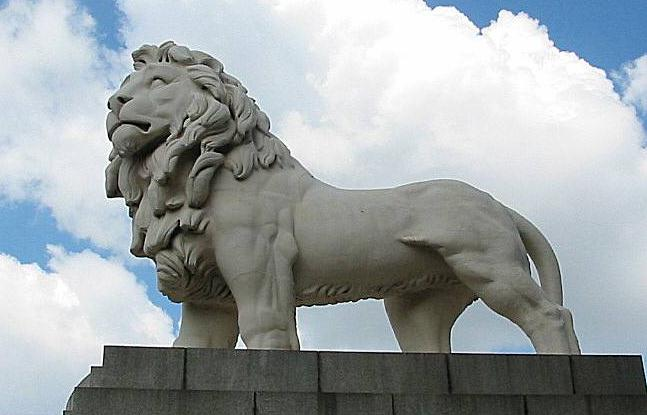
Лев Южного берега на восточном конце Вестминстерского моста

## В массовой культуре
- В десятой серии сериала «Доктор Кто» под названием «Вторжение далеков на Землю» далеки перемещаются по мосту в 22 век[11].
- В 1807 году знаменитое стихотворение Уильяма Вордсворта «На Вестминстерском мосту, 3 сентября 1802 года», написанное стоя на Вестминстерском мосту, было опубликовано в Собрании стихотворений в двух томах.
- В британском фильме ужасов 2002 года «28 дней спустя» главный герой выходит из комы и обнаруживает, что Лондон опустел, и идет по устрашающе пустому Вестминстерскому мосту в поисках признаков жизни.
- Вестминстерский мост является местом старта и финиша  Bridges Handicap Race, традиционного лондонского забега по бегу с препятствиями.
- Мост был местом пит-стопа во время четвертого сезона израильской версии The Amazing Race[12].
- В финале 24-го фильма о Джеймсе Бонде «007: Спектр» вертолет Блофелда врезается в Вестминстерский мост.